# Мекотели
Мекотелите (Mollusca) са огромен тип обединени в морфологично отношение безгръбначни трипластни животни, които отстъпват само на членестоногите по разнообразие и численост на видовете. Различните оценки предлагат различен брой видове, които не надвишават 200 хиляди. Последните класификации отделят видовете в седем съвременни класа, като са известни и фосилни видове от още два, три или повече изкопаеми класове. Мекотелите са таксон животни, които са усвоили практически всички видове местообитания – пресноводни и соленоводни водоеми и сушата.
Най-малките мекотели са от клас миди. Те са представители на вида Condylonucula maya, чиято възрастна форма достига размери от половин милиметър. За най-малко мекотело „претендират“ и охлювчетата Ammonicera rota и Punctum pygmaeum като последният е и най-дребният представител на малакофауната в България. Мекотелите държат рекорда за най-едрото безгръбначно животно – колосалните калмари (Mesonychoteuthis hamiltoni), които достигат дължина с пипалата до 14 m. Разнообразието в типа е не само по размер, но и по анатомически строеж на тялото и поведение. Представителите на клас главоноги като октоподи, калмари и сепии заемат едно от челните места по развитие на нервната система сред безгръбначните. Често това е причината да бъдат определяни като „приматите на морето“.
Процентното отношение на видовете от различните класове е също доста нееднакво. Около 80% от видовете са класифицирани в клас коремоноги, други 19% са от клас миди и само около 1% са видовете от останалите пет съвременни класа.
Повечето мекотели се придвижват с помощта на крак, който при главоногите е видоизменен в пипала. Една от характерните особености на групата е наличието на минерализирана раковина, чиято форма и строеж е също изключително разнообразна. При повечето главоноги раковина липсва. Друга особеност, която е характерна са този тип животни, е наличието на радула, която заедно с главата липсва при мидите.
Жизненият цикъл при мекотелите показва също голямо разнообразие. Сухоземните мекотели и главоногите се развиват без да преминават през междинни форми. При останалите представители той преминава през метаморфоза, като при различните класове се наблюдават специфични особености.
Еволюционно, мекотелите се появяват в началото на камбрий. Въпреки древния си произход се считат за група в биологичен прогрес. Класификацията на типа все още не е напълно изяснена и е предмет на дебат от страна на зоолозите. Интересен факт е, че до средата на 20 век представителите на клас Моноплакофора са били известни само с изкопаеми представители. По-късно е установено, че той е представен от малък брой съвременни дълбоководни морски видове.

## Разпространение
Мекотелите са разпространени по цялото земно кълбо. Обитават както сушата, така и сладководни водоеми, морета и океани (особено в крайбрежните зони). Сравнително най-голямо видово разнообразие има във водна среда, което особено нараства към тропическите зони. Най-дълбоководните мекотели са открити в Марианската падина на дълбочина около 11 000 метра. Сухоземните видове са охлюви, които се срещат от тундровите райони до тропиците, от морското равнище до високите части на планините, от пустините на Северна Африка и Близкия изток при охлювчетата от род Sphincterochila до арктически и антарктически видове миди и охлюви, с които се хранят водни бозайници. Редица фактори ограничават и моделират разпространението на мекотелите. Сред най-важните се оказва киселинността на средата. Киселата среда затруднява основно калциевата обмяна и оказва негативно въздействие върху строежа на черупките. Това е причината за ограничено разпространение на черупчести мекотели в райони с кисели почви или води. Ето защо например иглолистните гори са бедни откъм видове черупчести охлюви, но преобладават голите охлюви.
В България към 2005 г. са описани 445 вида от три класа: панцерни мекотели – 2 вида, коремоноги – 371 вида и миди – 72 вида. Всички те са обединени в 18 разреда и 97 семейства и са разпространени на територията на страната и прилежащата акватория в Черно море. По отношение на обитанията си видовете мекотели се подразделят на:
- Черноморски видове. Черно и Азовско море са обитавани от 271 вида мекотели, а от тях 111 вида са характерни за акваторията на българските черноморски води. Този брой представлява 51,2% от черноморските видове и 24,9% от видовото многообразие на мекотелите в България. Черноморските видове са както следва: 2 от панцерните мекотели, 61 от коремоноги и 48 от миди.
- Сладководни мекотели. Представляват 21,3% от българската малакофауна. Групирани са в 2 класа: коремоноги – 71 вида и миди – 24 вида.
- Сухоземни видове. Представляват 53,7% от видовете на българската малакофауна. Всички са представители на коремоногите мекотели.

## Класификация
Първите опити за класифициране на мекотелите са на Аристотел. Представителите от този съвременен тип са обособени в две групи: Malachia (включва видове от съвременните главоноги) и Ostracodermata (включва всички черупчести видове). Няколко века по-късно Плиний Стари променя наименованията, дадени от Аристотел – Malachia на Mollia, а Ostracodermata на Testacea. Едва след края на Средновековието са правени следващи опити за преразглеждане на систематиката на Аристотел. Полският естествоизпитател Ян Джонстън променя името на Mollia в Mollusca.
Карл Линей полага основите на съвременната таксономия, но въпреки това не успява да ги обособи като самостоятелна група животни. Представителите на съвременния тип са обособени в два основни класа – Mollusca и Testacea, но единични екземпляри са класифицирани в класове Aptera (видът Monoculus telemus, известен като Cavolinia tridentata), Intestina (представители от род Teredo) и Serpula (5 вида). Авторът описва 683 вида групирани в 39 рода. Повечето от тях са включени в групата Mollusca, но в същата са групирани и други животни с меко тяло, като медузи, червеи, редица иглокожи. В Testacea са групирани главоноги, миди, панцерни мекотели, наутилуси, но и ракообразни. Приликите на анатомичното устройство и други външни белези са причина единични видове да бъдат поставени в останалите три класа от Линей.
Последвалите опити през следващите десетилетия за класификация на живите организми отново не постигат обособяване на групата на мекотелите в един съвременен клас. Жорж Кювие поставя мекотелите в три групи:
- Cephalopodes
- Gasteropodes
- Acephales – тук освен миди са класифицирани и опашнохордови, раменоноги и ракообразни

Според класификацията на Андре Мари Констан Дюмерил мекотелите са включени в групите:
- Cephalopodes
- Pteryopodes (дънни мекотели, движещи се с крак)
- Gasteropodes
- Brachiopodes (включва и ракообразни)
- Acephales (включва и опашнохордови)

В „Систематика на безгръбначните животни“ Жан-Батист Ламарк описва две групи животни, спадащи днес към мекотелите:
- Cephales (обединява първите три групи от класификацията на Дюмерил)
- Acephales (обединява и Brachiopodes от класификацията на Дюмерил)

При последваща редакция Ламарк разделя групите животни на пет с известни преобразувания:
- Pteropodes
- Gasteropodes
- Trachelipodes (мекотели със спирална черупка)
- Cephalopodes
- Heteropodes (дънни мекотели)

Правени са опити и за класификации, касаещи анатомичното устройство на мекотелите, които отдиференцират животните в една или друга група. Подобно е разделението на видове мекотели със и без радула, със и без черупка, която съответно се дели на двуделна и спирална, както и разделянето им на нисши и висши мекотели на база строеж на нервна система и метамерност на вътрешните органи.
Следи от тези опити на натуралистите за класификация на мекотелите се откриват и в съвременните класификации на типа. Мекотелите днес са отделени в два подтипа, въз основа на типа на нервната система и характера на външния скелет на мекотелите. Нисшите класове и сравнително малочислени мекотели Aplacophora и Polyplacophora са включени в подтип Страничнонервни (Amphineura), който често е синонимно название на друго използвано название от таксономите – Aculifera. Висшите видове са обединени в подтип Черупчести мекотели (Conchifera).
Още няма окончателна класификация на мекотелите. Тя търпи непрекъснати промени, които са обект на спор. Моноплакофорите например до средата на 20 век са били познати само с изкопаемите си форми. С изследванията на океанските дълбини се получават и сведения за живи представители на класа. Друг пример за спор са два класа нисши мекотели – Caudofoveata и Solenogastres. Според някои от таксономите са смятани за отделни класове, а според други двата класа се разглеждат като подкласове в друг клас обединяващ ги с името Безпанцерни мекотели (Aplacophora).
| Клас                                      | Изображение            | Описание | Приблизителен брой на видовете | Разпространение                                                         |
| Caudofoveata*                             | Falcidens sp.          | Тялото на животните наподобява червей. Обитават тинята на морското дъно, където се хранят с отпадни продукти или са хищници. Тялото е с дължина около 1 – 15 mm, а някои достигат и до 30 mm. | 120                            | Дънни организми обитаващи морета и океани на дълбочина от 200 до 3000 m |
| Solenogastres*                            | Epimenia verrucosa     | Тялото на животните наподобява червей. Морски мекотели, обитаващи колонии на хидровидни и корали, по които пълзят. Специализираният им начин на живот е причина да се редуцира голяма част от мантийната обвивка, ктенидиите и отчасти крака. Развита е защитна кутикулна покривка, кожно-мускулна торба и специализирана радула. | 200                            | Дънни организми обитаващи морета и океани на дълбочина от 200 до 3000 m |
| Панцерни мекотели Хитони (Polyplacophora) | Tonicella lineata      | Морски бавноподвижни видове животни, които се хранят с водорасли прикрепени на дъното на водоемите. Съществуват и малък брой хищни видове. В горната си част имат покривка представена от 8 елемента, застъпващи се един след друг. В случай на опасност се свиват подобно на таралеж. В мантийната празнина има множество чифта хриле, а кракът се покрива от варовиковите частици, покриващи тялото.                                                                                                   | 1000                           | Скалисти зони на шелфа и морското дъно                                  |
| Моноплакофори (Monoplacophora)            | Helcionopsis sp.       | Древна група мекотели с черупки с форма на шапчици. Един от най-примитивните класове, който носи архаични черти на групата – обширна целомна празнина, метамерия в строежа на някои от органите, примитивна нервна система. | 31                             | Дълбоководни дънни организми срещащи се на дълбочина 1800 – 7000 m.     |
| Охлюви, Коремоноги (Gastropoda)           | Cepaea hortensis       | Най-многочисленият клас след мекотелите, който включва около 80% от представителите на типа. Видовете не притежават симетрия и повечето от тях притежават турбоспирална черупка | 70 000                         | Соленоводни, пресноводни и сухоземни представители.                     |
| Главоноги, (Cephalopoda)                  | Sepioteuthis sepioidea | Мекотели с билатерална симетрия. Притежават видоизменен крак във формата на пипала, чийто брой е различен. Черупката е редуцирана значително или напълно липсва, но при наутилусите е чудесно развита. Главоногите са най-висшите представители на типа с добре развита кръвоносна система и висша степен на развита нервна система сред безгръбначните. Описани са близо 800 – 900 съвременни вида и още около 11 хиляди изкопаеми.                                                                     | 900                            | Морски представители                                                    |
| Миди, Плочкохрили (Bivalvia)              | Tridacna sp.           | Най-характерните особености са наличие на двустранна черупка и редуциране на главата и всички органи, свързани с нея, включително и радула. Мантията се намира в задната част на тялото и обикновено образува сифон, който организира потока на водата в празнината. | 20 000                         | Соленоводни и пресноводни видове                                        |
| Лопатоноги (Scaphopoda)                   | Antalis vulgaris       | Организми с дължина на тялото от 1,5 mm до 15 cm. Тялото е двустранносиметрично и затворено в тръбовидна черупка, подобна на извита слонска бивна. Кракът при някои е редуциран, а при други е снабден за ровене в пясъчното дъно. Главата е снабдена с множество пипала, които са чувствителни и служат за търсене на храна. Притежават радула, хрилете са редуцирани, не притежават очи. Кръвоносната система е просто устроена и движението на кръвта се осигурява от мускулните съкращения на крака. | 500                            | Морски видове обитаващи дълбочина от 6 до 7000 m                        |
| Rostroconchia †                           | Technophorus sharpei   | Изкопаеми морски мекотели. Вероятни предци на мидите. | изчезнали                      | Морски видове                                                           |
| Helcionelloida †                          | Latouchella costata    | Изкопаеми морски мекотели. Вероятни предци на охлювите. | Изчезнали                      | Морски видове                                                           |

* Забележка: Класовете Caudofoveata и Solenogastres според някои класификации са определяни като подкласове и са обединени в клас Безпанцерни мекотели (Aplacophora)

### Етимология
Гръцката дума за мекотело μαλάκιον (малакос) в превод означава „мек“ като аналогия за мекото тяло на главоногите, които Аристотел нарича Malachia. Другото по-известно название на мекотелите е с латински произход – на латински: molluscus „мек“. Науката, която изучава мекотелите, се нарича малакология, а тази изучаваща раковините – конхология.

## Анатомично устройство

### Обща характеристика
Мекотелите са голяма и добре обособена в морфологично отношение група безгръбначни животни. По-важните и характерни белези, отличаващи типа от други, са:
- Тялото е несегментирано, билатерално симетрично.[50] Само при най-древните и примитивни групи се наблюдава метамерност на някои от вътрешните органи, което говори за родство и филогенетични връзки между мекотелите и техните предшественици – прешленестите червеи.
- Отвън тялото е обвито от кожеста обвивка, известна като мантия. При много от мекотелите мантията секретира черупка, която служи за защита на животните.[51][52]
- Мекотелите имат вторична телесна празнина, известна като целом. Същата при повечето от видовете е изпълнена от съединителна тъкан.
- Тялото се състои от три части: глава, труп и крак. В главата са концентрирани главните мозъчни ганглии и осезателни органи, в трупа – вътрешните органи и системи, а кракът изпълнява двигателни функции.
- По-голямата част от видовете притежават характерен орган на храносмилателната система – радула, която не се среща при другите типове животни.
- Нервната система е от ганглиозен тип. Нервните ганглии, които се намират в различните части и органи на тялото представляват струпвания на нервни клетки, инервиращи определени органи. Само при най-нисшите представители на типа се наблюдават окологлътъчни нервни пръстени и надлъжни нервни кордони.
- Развитието при повечето мекотели е непряко. При по-примитивните таксономични групи ларвата е трохофора, подобно на ларвата на полихетите, а при по-висшите – велигерова ларва.

### Сравнителна морфологична характеристика
|                                   | Клас                                   |                                        |                                             |                                      |                                      |                              |                                      |
| Параметър за сравнение            | Безпанцерни (на латински: Aplacophora) | Панцерни (на латински: Polyplacophora) | Моноплакофори (на латински: Monoplacophora) | Коремоноги (на латински: Gastropoda) | Главоноги (на латински: Cephalopoda) | Миди (на латински: Bivalvia) | Лопатоноги (на латински: Scaphopoda) |
| Радула                            | Липсва при 20 % Neomeniomorpha         | Да                                     | Да                                          | Да                                   | Да                                   | Не                           | Вътрешна, не излиза извън устата     |
| Крак                              | Редуциран или липсва                   | Да                                     | Да                                          | Да                                   | Видоизменен в пипала                 | Да                           | Малък, изнесен в предния край        |
| Висцерална празнина               | Не е изразена                          | Да                                     | Да                                          | Да                                   | Да                                   | Да                           | Да                                   |
| Наличие на сляпо черво            | При някои липсва                       | Да                                     | Да                                          | Да                                   | Да                                   | Да                           | Не                                   |
| Наличие на метанефридии (бъбреци) | Липсват                                | Да                                     | Да                                          | Да                                   | Да                                   | Да                           | Неголеми, прости                     |

### Тяло
Тялото на мекотелите не е сегментирано подобно на предходни типове безгръбначни животни, въпреки че при някои от панцерните мекотели и моноплакофорите може да се наблюдава частична сегментираност. Обикновено е представено от три отдела – глава, крак и труп. Тялото от своя страна се подразделя на висцерална торбичка и мантия. Наблюдават се и отделни различия при някои групи животни, отличаващи ги от общата схема на устройство. Така например при представителите от Caudofoveata липсва крак, а при мидите главата е редуцирана.
При коремоногите главата е добре развита, като при много охлюви предната част на главата е удължена в хобот. На нея са концентрирани и повечето осезателни органи. Характерно за главата на главоногите е наличието на пипала, които са видоизменен крак, вторично изместен на главата. Пипалата участват и в реактивното движение. Броят им е 8 или 10, като при някои от видовете две от тях са добре развити и се наричат „ловни пипала“. При по-древните главоноги, като наутилусите, пипалата могат да бъдат повече от 10.
В стандартния си вид кракът при мекотелите представлява мускулест нечифтен орган, разположен под тялото, чиято основна функция е свързана с движението, но може да изпълнява и други функции. Кракът притежава и чифт органи на равновесието, наречени статоцисти. При охлювите представлява голямо мускулесто образувание, което служи за пълзене върху субстрата. Движението допълнително се улеснява от отделяната слуз. При видове, които живеят във водата, кракът е видоизменен в плавник или развива широки криловидни израстъци. При мидите е с различна форма и големина, която зависи от начина на живот. При по-примитивните видове е плосък и има пълзяща повърхност подобно на охлювите. При други е странично сплеснат и заострен на задния край и служи за заравяне. Кракът е силно редуциран при неподвижни видове миди и е снабден с жлеза, която произвежда секрет, втвърдяващ се от водата и така закрепва мидата. При представителите на род Ostrea кракът напълно липсва и животните са сраснали към субстрата.
В трупа са поместени всички вътрешни органи. Обикновено е билатералносиметричен, но при охлювите симетрията е нарушена и е асиметричен. От двете страни на тялото преминава мантия. Тя представлява неплътно прилепнала към тялото кожеста обвивка, която към коремната част образува по-голяма или по-малка мантийна празнина. Хистологично е изградена от три слоя: външен (епителен), среден (съединителнотъканен) и вътрешен образуван от ресничести епителни клетки. Външният пласт секретира черупката на мекотелите. В мантийната празнина са поместени хрилете и осезателни органи, при мидите може да се помести и кракът, като понякога се развиват и вторични очи и пипала. При нисшите класове мекотели мантията и черупката обвиват не само трупа, но покриват и главата. В мантийната празнина се намират изходните пътища на половата, храносмилателната и отделителната системи. При нисшите групи мекотели тя се намира в близост до задната част на туловището, докато при съвременните групи положението ѝ варира в широки граници. При мидите всички меки части на тялото лежат в мантийната празнина.
Интересно образувание, което функционално е свързано с мантията, е фунийката при главоногите. Тя представлява мускулесто образувание на коремната страна на трупа, част от видоизменения крак. На коремната страна мантийната празнина образува цепка, която може да се затвори с помощта на две мускулести образувания, наречени копчета. Между копчетата се намира и фунийката. Разширеният ѝ край се отваря в мантийната празнина, а предният стеснен е отворен във външната среда. Когато мантийната цепка е отворена, през нея навлиза вода към хрилете. При затварянето ѝ обаче единственият изход за водата е през фунийката. Бързото изхвърляне на вода от празнината през нея и последователно повтаряне на този процес създава възможност за придвижване на организма. Това придвижване може да бъде със значителна скорост, което позволява преследване на пасажи от риба. При много видове главоноги отстрани на тялото мантията образува кожни гънки, които служат като плавници и улесняват движението.

### Покривка
Черупката е образувание, секретирано от мантийната обвивка на тялото на мекотелите. Изградена е от три пласта. Най-външният е рогов (нарича се и конхиолинов), средният е варовиков, а вътрешният е седефен (бисерен). Конхиолиновият пласт е най-тънък и образуван от органично хитиноподобно вещество, което след смъртта на животните бързо се разрушава. Варовиковият пласт е образуван от множество перпендикулярно разположени варовити миниатюрни призми, слепени с органичен цимент. Този слой е сравнително дебел и здрав като придава белия цвят на старите черупки с разрушен конхиолинов слой. Под варовития слой е разположен седефеният или бисерен пласт. Той е образуван от голям слой хоризонтално разположени варовити пластинки, слепени с органично вещество. Седефеният пласт има свойството да иризира поради интерференция на светлината, падаща върху него. Съществуват обаче и видове, черупките на които нямат седефен пласт.
Твърдата покривка на хитоните е представена от осем арагонитни пластинки. С малки изключения, където покриват само област наречена пояс, при повечето видове пластинките покриват тялото отгоре. В единия си ръб пластинката е заловена към мускулната тъкан, а назад продължава като свободният ръб припокрива предния на следващата пластинка. Поради тази си особеност първата и последната пластинка се отличават по големина и форма. Първият фрагмент от към главата се нарича главова пластинка, а последният най-краен се нарича анална пластинка. Разположението на пластинките позволява на животните да се залавят към неравни повърхности, а при опасност да се свият на кълбо.
Формата на черупките при охлювите е твърде разнообразна. При най-нисшите и просто устроени видове тя е конусовидна, обикновено широко овална или кръгла и не може да скрива цялото тяло на животните. При по-голяма част от охлювите черупката е удължена и завита в спирала. В едни случаи тя е в една плоскост като видът на черупките се нарича „планспирален“ (например при род Planorbis). В други случаи спиралата се извива в различни плоскости (например при род Helix) като типът на тази спирала се нарича турбоспирален. В този случай диаметърът на оборотите нараства от върха към устието на черупката. В зависимост от това как е разположено устието по отношение на вертикалната ос на черупката, се различават дясно завити или ляво завити черупки.
Структурата и съставът на черупката при мидите е същата като при тази на охлювите. Тя обаче е съставена от две половинки (известни и като валви), които се съединяват на гръбната страна на тялото. При значителна част от видовете двете половинки на черупката са еднакви и покриват тялото странично. Съществуват и много случаи, когато едната половинка е плоска и лежи на долната повърхност или е сраснала със субстрата. Другата половинка обикновено е силно изпъкнала и покрива тялото отгоре. При мидите се регистрират рекорди по отношение на размерите и теглото на черупката. Срещат се и видове, чиято черупка е силно редуцирана и е загубила защитните си функции. Такъв е случаят с мидата дървопробивач (Teredo navalis), при която силно редуцираната черупка едва покрива около 1/20 част от тялото. На гръбната страна черупката на мидите свързва двете си половини с еластично органично образувание, наречено лигамент и ключ. Лигаментът е образуван от еластично хитиноидно вещество, което постепенно преминава във външния конхнолинов слой. Поради своята еластичност той поддържа двете половинки полуотворени. Ключът е назъбено образувание на гръбната страна на двете половини, при което зъбците на едната влизат в съответните вдлъбнатини на другата половина. Когато зъбците на ключа са еднакви, той се нарича хомодонтен, а когато са различни по форма и големина – хетеродонтен.
При главоногите черупката е развита в различна степен. При изкопаемите форми и при най-примитивните съвременни видове тя е добре развита, външна и завита в една плоскост. Разделена е на камери, съединени помежду си със сифони. Тялото е поместено в последната най-голяма камера, а останалите са запълнени с газ и течност. Чрез регулиране на съотношението между газ и течност в камерите, животните могат да изплуват на повърхността или да потъват. При повечето съвременни главоноги черупката е рудиментарна и представлява варовикова порьозна пластинка, намираща се на гръбната страна на трупа и покрита от кожния покрив. Функцията ѝ обаче е по-скоро скелетна, отколкото защитна. Филогенетично тя отговаря на добре развитата черупка на живелите през мезозойската ера белемнити. Днес съществуват и главоноги (например при род Octopus), при които черупката е напълно изчезнала, а при други (род Argonauta) при женските индивиди се е развила вторична черупка, която няма защитни или опорни функции, а в нея се снасят яйцата.

### Нервна система
За нисшите групи мекотели, като Caudofoveata, Solenogastres и Polyplacophora, е характерно опростено устройство, сходно с това на прешленестите червеи. Изградена е от окологлътъчни нервни пръстени и странични надлъжни нервни стволове. Обикновено нервните стволове са два чифта – един педален (инервиращ крака) и един висцерален (инервира вътрешните органи). Поради тази причина тези групи мекотели са наречени „страничнонервни“. При останалите представители на мекотелите нервната система е от ганглиен тип с концентрация на нервни клетки в предния край на тялото. Най-голямо развитие получава надглътъчният ганглий, който нерядко е наричан и главен мозък.
Най-общо тялото на охлювите се инервира от пет чифта нервни ганглии, свързани помежду си с нервни конективи. В главата над глътката е разположен чифт церебрални ганглии, свързани помежду си с нервни комисури. Той инервира органите на главата и очите. В предната част на крака се намират чифт педални ганглии, инервиращи мускулатурата на крака. В средната част на крака и в близост до трупа се намират плевралните ганглии, които инервират основно мантията. След плевралните и в голяма близост до трупа са разположени париеталните ганглии, от които излизат нервните разклонения за дихателните органи и органите за химически усет. Под задното черво се намират висцералните ганглии, които инервират вътрешните органи. Едноименните ганглии са свързани помежду си с комисури, а разноименните – с конективи. При мидите се наблюдава още по-голяма концентрация на нервната система и сливане на някои от чифтовете ганглии. Така те са три както следва – цереброплеврални, педални и висцеропариетални. Нервната система на главоногите се отличава с висока сложност на организация. Тя се централизира значително в главата като дори се образува специален вътрешен скелет от хрущял за защита на централната нервна система. Хрущялният скелет обхваща церебралните ганглии и окологлътъчната нервна маса. Освен големите церебрални нервни ганглии, главоногите имат и един слят висцерален ганглий, а педалните ганглии се диференцират в два нервни възела – бранхиален, инервиращ пипалата, и инфундибуларен, от който излизат нервни разклонения за фунийката.
Освен рефлекторната дейност, нервната система регулира също и ръста и размножаването на организма посредством неврохормони.

### Сетивни органи
Към сетивните органи на мекотелите се включват очите, пипалата, органите за химически усет (осфрадии) и органите за равновесие (статоцисти).
Очите са развити при охлювите, главоногите и малко видове миди. При охлювите са разположени в основата на първи чифт или върха на втория чифт пипала. Те имат различен строеж – от прости и пигментирани чашки със светлочувствителни клетки при род Patella, до сложни очи с типична леща и стъкловидно тяло при род Fissurella. При мидите са слабо развити, вторични по произход и се намират по ръба на мантията при някои от представителите на род Pecten. От главоногите прости очи имат само наутилусите, докато при останалите представители на класа очите са сложни. При някои видове окото достига до 40 cm в диаметър, което ги прави шампиони. От хрущялната капсула, която изпълнява ролята на череп при главоногите, се отделят израстъци, които окръжават и защитават очите и статоцистите. Въпреки че сложните очи много наподобяват на тези при гръбначните животни, те се различават в онтогенетично отношение по отношение на акомодацията. Тя се дължи на ресничест мускул, който премества лещата напред и назад. За разлика от бозайниците очната ябълка при главоногите е неподвижна поради липсата на мускули, които да я движат.
По главата, крака и ръба на мантията са съсредоточени осезателни клетки. Така например устните пипала при мидите представляват органи за допир и химически усет. Предните чифтове пипала изпълняват роля на вкусов и обонятелен орган. Органите за химически усет – осфарадии са разположени в основата на хрилете и много наподобяват на тях. При по-висшите главоноги осфарадиите са разположени в обонятелни ямки под очите. Инервират се от париеталните ганглии.
Органите за равновесие се наричат статоцисти и се намират в предната част на главата при охлювите, предната част на тялото при мидите и в защитните хрущялни гнезда на главата при главоногите. Инервират се от церебралните ганглии.

### Кръвоносна система
Кръвоносната система при мекотелите е отворена. Съставена е от сърце и кръвоносни съдове. Сърцето от своя страна притежава една камера и две предсърдия. Наблюдават се и изключения в броя на предсърдията. Например при по-нисшите охлюви те са ляво и дясно, а при по-висшите (Pulmonata) дясното е редуцирано и е само едно. При някои главоноги предсърдията са четири. При нисшите миди камерите на сърцето са две, като практически някои от видовете притежават по две сърца. Сърцето е поместено в перикардиална торбичка, която е остатък от вторичната телесна празнина. От камерата излизат две или една аорта, която скоро след това се разделя на два клона. Те се разклоняват на по-тънки артериални съдове, които в крайна сметка преминават в капиляри. Капилярите се изливат направо в малките синуси или лакуни сред съединителната тъкан, изпълваща телесната празнина. Тук се извършва обмяната на кислорода. Обеднената на кислород кръв се събира в по-големи венозни лакуни и постъпва в дихателните органи, където отново се обогатява на кислород. Окислената кръв постъпва в предсърдието.
Кръвта на обикновено е безцветна и съдържа клетъчни елементи, наречени амебоцити. В кръвта на някои охлюви и при главоногите съдържа хемоглобиноподобното вещество хемоцианин, което съдържа мед, вместо желязо. Поради тази причина кръвта при тези представители има синкав цвят, който цианоцитите придават.

### Храносмилателна система
Храносмилателната система започва с уста разположена на главата, предната част на тялото или хобот. Преминава в устна кухина, в която се изливат слюнчените жлези. Продължава в глътка, хранопровод, често гуша, стомах, средно и задно черво (ректум). Завършва с анус, който се отваря в мантийната празнина. В стомаха се вливат каналите на черния дроб, който при мекотелите се нарича „хепатопанкреас“. При главоногите се развива и задстомашна жлеза, чиято функция при останалите класове се изпълнява от хепатопанкреаса.
В глътката на повечето от видовете има подвижно мускулесто образувание подобно на език, покрито от хитинови зъбчета. Нарича се радула. Подобно на котешки език грапавата радула участва в увличането на хранителни частици назад към глътката. Тя е свързана с одонтофора, който представлява хрущялна тъкан, основа поддържаща органите. Нерядко в глътката се наблюдават и кутикулни удебеления, често пропити и с варовик. Наричат се челюсти, които са добре развити при главоногите. При тях са развити подобно на клюн и са способни да пробиват дори череп на риба.
При растителноядните видове слюнчените жлези отделят различни смилателни ензими. При хищните видове освен тях отделят и киселини. Така например слюнката при охлювите от род Cassis съдържа до 4% солна киселина, която разтваря варовиковите черупки на други морски животни, с които се хранят. Някои охлюви произвеждат отровен секрет във видоизменени жлези. При ухапване с видоизменената радула се предизвиква парализа и смърт на жертвата.
Хепатопанкреасът отделя секрети, които разграждат въглехидратите, участва в смукването на храната и в него се натрупват някои резервни хранителни вещества като гликоген и мазнини. Клетките на хепатопанкреаса се отличават със способността си да фагоцитират. При някои видове се наблюдава сляп израстък на стомаха. В него се образува пихтиесто прозрачно тяло, наречено „кристално стъбло“. То съдържа различни смилателни ферменти, които непрекъснато се отделят в лумена и отново се натрупват от организма.
При мекотелите обитаващи водоизточници съществува и специализиран орган, който да осигурява непрекъснат ток на водата. Нарича се сифон и представлява част от мантията. Освен основната си функция той спомага при осъществяването на движението, храненето, дишането и размножаването. В края на задното черво на главоногите се отваря каналът на мастилената торбичка. Тя представлява видоизменена жлеза, произвеждаща силнобагрещ мастилен секрет, който се отделя при опасност.
При мидите устата започва с чифт пипала, снабдени с ресничест епител. Те насочват водния поток заедно с хранителните частици към устата. Поради липсата на глава липсват глътка, радула, челюсти и други органи свързани с тази част на храносмилателната система. Следва хранопровод, който води към стомаха. При представителите на род Solemya храносмилателната система е атрофирала напълно. Предполага се, че представителите усвояват хранителни вещества с помощта на хемосинтезиращи бактерии.

### Дихателна система
Дихателната система е представена от хриле, които са кожни образувания и са част от мантията. При някои групи охлюви, дишането се осъществява от бял дроб. Хрилете при мекотелите се наричат ктенидии и представляват богато кръвоснабдени удължени, двойноперести образувания. Броят, формата и устройството на ктенидиите често е признак, по който се извършва таксономичното определяне на видовете. Така например по-нисшите главоноги имат по два чифта, а висшите представители по един. При водни охлюви като тези от род Patella същинските хриле са закърнели и дишат с т.нар. „адаптивни хриле“. Последните представляват различни израстъци на мантията или други части на тялото, богато снабдени с кръвоносни съдове.
Значителна част от охлювите обединени в подклас Белодробни охлюви дишат с бял дроб. Подобно на ктенидиите той също представлява част от мантията, богато снабдена с кръвоносни съдове. Самостоятелен отвор го свързва с външната среда. С бял дроб дишат всички сухоземни охлюви и част от вторично върналите се във водата видове като блатните охлюви от родовете Lymnaea и Planorbis. В тези случаи охлювчетата излизат на повърхността на водните басейни, за да поемат атмосферен въздух.

### Целом и отделителна система
Независимо от това, че мекотелите се отнасят към целомните животни, практически при тях телесната празнина е сведена до минимум. Целомната кухина е представена от околосърдечната (перикардиалната) торбичка и пространство около половите жлези. Основната опора на тялото придава циркулиращата в организма кръв и целомната течност, която запълва пространството между паренхима около вътрешните органи. Бъбреците, които при мекотелите са от метанефридиен тип, участват в поддържането на целомната течност. Те се намират в околосърдечната обвивка. Предсърдията филтрират отпадните продукти като ги отделят в празнината около тях. Оттук урината през изходен канал се извежда извън организма през отвор в мантийната празнина, обикновено близо до ануса.
Охлювите имат чифтен метанефридии, като при някои единият редуцира и остава обикновено левият. Поради по-особеното устройство на бъбреците при мидите се наричат „буяносови органи“. Представляват торбовидно разширени тръбички с жлезисти страни. По стените на предната част на перикардиалната торбичка има множество жлезисти клетки, които също участват в отделянето. При едни видове те образуват т.нар. перикадиални жлези, а при други – по-добре развити органи, наречени „кеберови органи“.

### Осморегулация
По отношение на регулацията на водно-солевия обмен морските мекотели са пойкилоосмотични животни. Това означава, че при тях липсват специфични механизми, които да поддържат постоянно осмотичното налягане в тъканите при промяна на солеността на водата. По този начин осмотичното налягане в кръвта се мени успоредно с промяната на солеността в окръжаващата вода. По този начин осмотичното налягане на мекотелото е равно на това в окръжаващата среда и организмът се явява изотоничен към средата, която обитава. Постоянното съдържание на вода и соли в клетката се обезпечава от клетъчната осморегулация – при увеличаване или намаляване на осмотичното налягане в средата с такава величина се променя и концентрацията на осмотично активните вещества в клетката (предимно аминокиселините). По този начин осмотичното налягане в клетката и околната среда се изравнява.
Сладководните мекотели са хипертонични животни по отношение на средата, която обитават. Това означава, че осмотичното налягане в организма е по-високо от това на водата около тях. Това е свързано с непрекъснато поддържане на тази разлика от страна на организма. Интересен факт е, че нивото на солите в тъканите на пресноводните мекотели е много по-ниско от това на соленоводните. При това този показател е най-нисък сред животинския свят при пресноводните миди. Нивото на осмотичното налягане се поддържа от организма благодарение на отделителната система като организмът отделя излишната вода и соли заедно с пикочната киселина.

### Полова система
Мекотелите са разделнополови или хермафродитни животни с особености в отделните класове. Моноплакофорите и хитоните са разделнополови, като при последните има и случаи на видове с изразен полов диморфизъм. Значително сложно устройство има половата система при коремоногите. Срещат се както разделнополови, така и хермафродитни форми, но всички сухоземни охлюви са хермафродитни. И при двата типа обаче половата жлеза е само по една – при разделнополовите тя е яйчник или семенник, а при хермафродитните се нарича хермафродитна жлеза и в нея се образуват и яйцата и сперматозоидите. Половият отвор е разположен на главата, от дясната страна. Всички охлюви имат и добре развит копулационен орган. При хермафродитните видове от половата жлеза излиза общ канал, в който се влива и секретът от придатъчната жлеза. След това той се разделя на два канала – по-широк яйцепровод и по-тънък семепровод. Яйцепроводът преминава в матка и също се отваря в половата клоака от дясната страна на главата. Към половата система се отнасят и чифт семеприемници, чиито отвори също завършват в половата клоака. При хермафродитните охлюви са развити и т.нар. „копулационни стрели“, които служат за стимулиране на партньорите към копулация. Това са варовикови образувания, които се вкарват в тялото на партньора. Оплождането и при хермафродитните видове е кръстосано, при което се обменят сперматозоиди, които се отлагат в семеприемника до съзряването на женските полови клетки, когато се извършва и същинското оплождане. Много малка част от мидите са хермафродитни. Половите жлези за разлика от охлювите са чифтни. Някои са лишени от собствени канали, а жлезите им се отварят в каналите на отделителната система. Главоногите са изцяло разнополови. Представителите на род Argonauta имат дори и изразен полов диморфизъм. Половите жлези са нечифтни и се разполагат в задната част на туловището. При мъжките семепроводът е разширен в семенен мехур. Оплождането е вътрешно. Копулационният орган е едно от пипалата, което се различава по устройство от останалите. Чрез него мъжкият взима сперматозоидите от мантийната си празнина и ги премества до празнината на женската. Отново при род Argonauta в пипалото има празнина, която след напълване със сперматозоиди се откъсва и се вмъква в мантийната празнина на женската. Тук излива сперматозоидите, които носи. В миналото тези пипала са били приемани за паразитни червеи. Кювие дори ги нарича „Hectocotylus“. Ето защо въпреки че не представляват това, за което са смятани, половите пипала при мъжките гастроподи продължават да бъдат наричани хектокотили. Половият диморфизъм е добре изразен при представителите на род Patella, където мъжките са с по-висококуполовидна черупка, а женските са повече сплеснати. При вида Littorina saxatilis женската притежава по-голям и закръглен отвор на черупката, отколкото мъжкия, при който отворът е по-малък и ъгловат. При карибския охлюв Lobatus gigas се наблюдават особени брачни борби, при които мъжките си нанасят удари с ръба на черупката и така нараняванията довеждат до отлагане на калций по устния ръб и водят до забавяне на растежа и промяна във формата на раковината.

## Размножаване и жизнен цикъл
Оплождането е вътрешно или външно в мантийната празнина или във водна среда. Оплодената яйцеклетка започва да се дроби спирално, като по този признак мекотелите се отличават от останалите животни. При главоногите дробенето е непълно. Развитието може да бъде пряко и непряко. Съществуват живораждащи мекотели, каквито са някои сухоземни охлюви. При тях яйцата се оплождат в женската и продължават да се развиват в яйцепровода. Новородените охлювчета са напълно развити и способни да водят начин на живот, подобен на своите родители, още с раждането си.
При нисшите мекотели от яйцата се излюпва трохофорна ларва, като по-голямата част от този ларвен стадий преминава в яйцето. Трохофората води планктоннен начин на живот като се храни с плаващи частици, които се насочват към устата от две редици реснички, разположени по екватора на тялото. По този начин се създава воден поток, който отблъсква от тялото отделените изпражнения. Новите тъкани се образуват от вътрешна мезодермална пластинка.
Ларвата, характерна за коремоноги, миди и лопатоноги, се нарича велигерова ларва. На екваториалния си ръб притежава широки плавници, покрити с реснички и наподобяват на платна, с които свободно плуват с планктона. В следващия етап личинката пада на дъното на водоема, претърпява метаморфоза и се превръща във възрастна форма.
При някои сладководни миди (представителите на родовете Перловици (Unio) и Беззъбки (Anodonta)) се наблюдава трета форма на ларвата, наречена глохидий. Глохидиите притежават миниатюрна черупка с едно зъбче и множество шипчета по края, силен мускул свивач и отделят лепкава бисусна нишка, произвеждана от специализирана бисусна жлеза. Глохидиумите презимуват в мантийната празнина на майката. През пролетта в случай на преминаване в близост до мидата на риба с помощта на сифона мидата изхвърля и насочва глохидиумите към нея. С помощта на приспособленията за закрепване ларвите се захващат за хрилете, перките и кожата на рибите като се вмъкват в подлежащи тъкани. Около ларвата се образува оток, където младият паразитиращ индивид се храни от тъканите на гостоприемника и постепенно се превръща в миниатюрна мида. Метаморфозата завършва, когато малките миди разрушават надлежащия кожен епител и напускат своя гостоприемник като падат на дъното. По този начин временният паразитен начин на живот на мекотелото спомага за разпространението на вида във водоема.
Голям брой мекотели, обитаващи различни среди, претърпяват развитие без метаморфоза. Без метаморфоза се развиват всички главоноги, а някои видове от този клас полагат грижи за потомството си като снасят яйца под формата на пакети, полепнали по различни предмети и се грижат за защитата и циркулацията на водата около тях.
Интересен случай на смяна на пола се наблюдава при охлювчетата Calyptraea chinensis, разпространени и по Българското Черноморие. Младите индивиди са мъжки, но с напредване на възрастта и увеличаване на размера на тялото стават женски. Странностите с половото поведение при този вид продължават с факта, че за разлика от повечето охлюви оплождането е външно, посредством отделяне на сперматофори във водата. Майките проявяват и грижа за оплодените яйцеклетки като ги носят върху черупката си докато се излюпят.
Продължителността на живота при мекотелите варира в широки граници. Голям брой мекотели живеят едва няколко месеца и дори седмици, но има миди, които са едни от най-дълголетните представители сред Metazoa – повече от 400 години. Към клас миди спадат и голям брой видове, които обикновено доживяват до около 150 години. Такива са например морският вид Panopea generosa, речната перлена мида (на латински: Margaritifera margaritifera) и океанският вид Arctica islandica. Максималната продължителност на живот при тях е отчетена съответно на 163, 190 и 405 години. При мидите е установена корелация между максималния размер на черупката, скоростта на растеж, възрастта на полово съзряване и продължителността на живот, както следва:
- максималният размер на черупката е положително свързан с дълголетието;
- продължителността на живота след половото съзряване е правопропорционална на възрастта на настъпването му;
- колкото по-рано мидата достига максимален размер на тялото, толкова по-кратък е животът ѝ.[120]

Като пример на тези взаимовръзки е мидата, която е с най-дълга продължителност на живот – Arctica islandica. При нея средната възраст на настъпване на полова зрялост е 9,87 години.

## Начин на живот и поведение
Мекотелите са многочислена и разнообразна група животни, чийто начин на живот е изключително разнообразен.
Хитоните например са подвижни, бавнопълзящи животни, които се хранят с водорасли посредством радулата в устата. В класа се срещат и хищни видове. Представителите от клас Solenogastres са високоспециализирана група, притежаващи червеобразно тяло и обитават места с хидровидни или коралови полипи. Другата сродна група – Caudofoveata са също морски червеобразни животни, които обитават дъното и се хранят с детритна маса или фораминифери. Лопатоногите са нискоспециализирани мекотели, които обитават меко дъно, в което се заравят. Първите съвременни моноплакофори са открити в Тихия океан на дълбочина 3590 m, което показва, че представителите на класа са морски дълбоководни организми.
Начинът на живот на останалите три класа мекотели е значително по-разнообразен в групата, поради което е представен в подраздели по-долу.

### Коремоноги
Коремоногите са най-многобройният и разнообразен клас мекотели. Те са усвоили всички места на обитание с изключение на въздуха.
Повечето от тях са обитатели на моретата, където се срещат както в крайбрежната зона, така и на големи дълбочини. Срещат се и в различни климатични пояси и са издръжливи при различни температури. Голяма част от тях са пълзящи, като се придвижват по дъното, други се заравят в тинята или пясъка. Съществуват и видове, които са загубили раковината си и са приспособени да плуват във водата. Такива например са охлювите Pteropoda. Тялото на тези представители е стъкловидно и прозрачно, а кракът е видоизменен в два големи или един киловиден плавник.
Преминаването към сухоземен начин на живот е причината за поява на нов орган на дишане – бял дроб. Много от тези видове понасят добре големите температурни амплитуди като изпадат в хибернация при ниски температури. Охлювите прекарват тази част от годината в почвата като запечатват отвора на раковината със слизест секрет. При голите охлюви раковината е редуцирана и представителите се скриват под земята като се заравят в почвата или прегризват тъканите на растения, гъби и лишеи. Съществуват и хищни охлюви, които се хранят с други мекотели или малочетинести червеи.
Сред сладководните представители на класа се срещат и охлюви, които вторично са преминали към воден начин на живот. Те обаче са продължили да усвояват кислорода от въздуха посредством бели дробове.
Освен това са известни и охлюви, които водят паразитен начин на живот. Такива например са видовете Eulima bilineata и Odostomia turrita, Entocolax, Thyonicola. Същински паразити обаче има само сред представителите на преднохрилите. Повечето от тях паразитират по кожата или в тялото на иглокожите. Паразитният начин на живот е причината те да имат и опростена организация като загубват раковината, мантията, крака и други органи достигащи до пълна редукция на храносмилателната, кръвоносната и нервната система.

### Миди
Повечето от мидите са биофилтратори, които водят слабоподвижен или неподвижен начин на живот. Някои са прикрепени за скалите или водораслите, други се срастват с едната си черупка към субстрата. Представителите от семейство Pectinidae се придвижват посредством бързо затваряне на черупките с помощта на силните мускули затварачи. Изтласквайки водата навън, мидата се отблъсква в противоположна посока.
Мидите каменопробивачи отделят специфичен кисел секрет от мантийна жлеза, който може да разгражда камъни и дори бетон. Представителите на надразред Septibranchia са хищници.

### Главоноги
Повечето главоноги са свободноплуващи хищни морски животни. Много от тях имат способността да се придвижват с реактивни движения. Някои водят придънен начин на живот като използват естествени отвори и цепнатини между камъните и коралите, за да се крият.
Наутилусите са бавноподвижни свободноплуващи организми. Сепиите и калмарите са бързоподвижни свободноплуващи организми, а голямата част от октоподите обитава морското дъно придвижвайки се с пипалата.

## Хранене
Според типа на хранене мекотелите биват филтриращи, растителноядни, хищници, паразити и мършояди, а техните рациони са изключително разнообразни.
Растителноядните мекотели се хранят с водорасли. Част от тях се хранят с едноклетъчни водорасли, които се остъргват с радулата от различни повърхности. Други консумират талусни водорасли като например различни кафяви водорасли, отново с помощта на радулата. Във втория случай едрите водорасли се консумират от сравнително по-дребни мекотели, при които по-малкото тяло позволява по-лесно прикрепяне върху растението.
Повечето от главоногите (възможно е и всички) са хищници. Поради тази причина радулата при тях има по-малко значение отколкото пипалата и челюстите. Моноплакофорите от род Neopilina са също хищници, но използват радулата си при поемането на едноклетъчните протисти. Голохрилите охлюви от групата Doridacea, както и тези от Vetigastropoda, се хранят с водни гъби. Други мекотели консумират хидровидни полипи. Коремоногото мекотело Charonia tritonis живее в коралови рифове и е един от естествените врагове на морската звезда от вида Acanthaster planci, която от своя страна разрушава корали.
Някои мекотели влизат в симбиотични отношения с бактерии, участващи в процеса на храносмилане или се хранят за тяхна сметка. Например при някои представители от род Solemya местообитанията са богати на сероводород води. Храносмилателната система при тези миди е редуцирана значително и се дължи на начина им на хранене. Те консумират сероводородредуциращи бактерии от средата, които попадат върху хрилете при филтрацията на водата. Представителите на миди от семейство Teredinidae притежават червеобразна форма на тялото и се хранят с дървесина от намиращи се под водата дървени предмети. Преработката на дървесината в храносмилателната система на мекотелото се извършва в резултат на симбиотични взаимоотношения с бактерии.
Съществуват и видове мекотели, които могат да фотосинтезират. Това са соленоводните охлюви от разред Sacoglossa. В техните тъкани се натрупват хлоропласти от консумираните водорасли. Тялото придобива зелен цвят и организма придобива способността да добива енергия от фотосинтеза.
При някои голохрили, които се хранят с хидровидни представители, в хрилете попадат защитните клетки, отделяни от жертвата. Така те притежават способността да се защитават от хищници посредством защита придобита от своята жертва.

## Екология

### Роля в екосистемите
Поради факта че мекотелите са една от най-многобройните и широко разпространени групи безгръбначни организми, населяваща различни среди, мекотелите успяват да вземат различни роли в екосистемите.
Морските мекотели представляват значителна част от бентоса. Плътността им на морското дъно може да достигне до няколко хиляди индивида на 1 m². В дълбочина на морските води се срещат многочислени активно плаващи главоноги, които са основно хищници и търсят активно своята храна.
Мекотелите са опорни звена в хранителните вериги на водни и сухоземни екосистеми. Други са паразитни организми. Особено важна е ролята на мидите, които са биофилтратори и пречистват водоемите от органични замърсители. Освен това мидите пречистват водоемите като задържат и тежки метали замърсители на водоемите.

### Естествени врагове
Естествените врагове на сухоземните мекотели са много и разнообразни. С тях се хранят птици, влечуги, бозайници и дори представители на няколко семейства бръмбари: Carabidae, Staphylinidae, Lampyridae, Drilidae и Silphidae. Някои двукрили насекоми също са хищници спрямо мекотелите или етап от техния жизнен цикъл преминава като паразитират в мекотелото. Други, които се хранят с охлюви, са някои видове планарии, хищни сухоземни охлюви, многоножки, стоножки паяци. Сухоземните охлюви са гостоприемник и на голям набор от паразитни видове, като кърлежи, кръгли червеи, ресничести, микроспоридии.
С цел защита от хищните врагове морските мекотели отделят различни секрети, които съдържат химически вещества, действащи върху химиорецепторите на потенциалните врагове. Например сепиите при опасност отделят мастилен секрет, произвеждан от мастилен сак, разположен близо до ануса. С подобен секрет малките охлюви от род Aplysia се предпазват от птици, ракообразни, риби и актинии. Основни врагове за главоногите са риби и ракообразни.
Здраво затворените черупки и овалната им форма прави мидите трудна плячка за хищници. Ето защо и малко животни са се приспособили да ги консумират. Сред тях има и риби като шарана. Птиците са се специализирали като са придобили анатомични особености като при стридояда, който притежава специализиран клюн, а сребристата чайка счупва черупките като ги разбива на камъните. Морските видри например също разбиват мидите на камъни, които поставят на гърдите си, докато плуват по гръб. Моржовете са едни от най-големите консуматори на миди в арктическите води. От безгръбначните естествени врагове за мидите са раци, морски звезди и октоподи. Някои видове охлюви като Urosalpinx, Eupleura caudata, Lunatia heros, Neverita duplicata са хищни и специализирани в консумацията на миди.
Механизмите за защита, които изработват мидите, са много разнообразни. Някои, като мидата Siliqua patula, се закопават в пясъка за 7 секунди, други бягат от враговете си като затварят двете си черупки, изтласквайки водата в една посока, а тялото – в противоположна. Други миди са способни да се придвижват с подскачане посредством крак, който служи като пружина. Мидите притежаващи сифони се скриват в черупката. Ако хищникът унищожи сифона, те имат способността да го регенерират. Миди като Limaria fragilis в случай на опасност могат да отделят токсични вещества.

### Симбионти
Известни са случаи на симбиоза между мекотелите и други безгръбначни. Така например коремоногото Colus gracilis влиза в симбиоза с актинията Hormathia digitata, която се заселва върху раковината на охлюва.
Подобни взаимоотношения се срещат и между миди и протисти. Така например при мидата Corculum cardissa протистите се заселват основно в мантията и хрилете, докато при гигантската тридактна те се намират по ръба на мантията.
Върху черупките на мекотелите се развива един от стадиите на някои видове червени водорасли.
През 2002 г. е описан и единственият случай на мирмекофилия сред мекотелите. Това е малайзийското охлювче Allopeas myrmekophilos, което се среща единствено в колониите на мравката Leptogenys distinguenda. Въпреки факта, че мравката от вида се храни с мекотели, а охлювчето консумира отпадъци от храната на мравките, съвместното съществуване на двата вида се оказва възможно. Още повече киселата среда по принцип оказва неблагоприятен ефект върху черупчестите мекотели. При честото пренасяне на колониите мравки отговорници от колонията преместват и своите съквартиранти. Вероятната причина за това е, че охлювът отделя питателна слуз, която мравките консумират с охота.

### Вредители
Някои видове мекотели, предимно охлюви, са вредители основно на селскостопанските култури. Това особено се случва, когато нов вид е интродуциран в нова среда на обитание като е способен да наруши екологичното равновесие. Типичен пример е видът Achatina fulica, който е интродуциран в много области на Азия и много острови в Индийския и Тихия океан. През 1990-те години достига и до някои от карибските острови. Охлювът е естествен вредител на селскостопанските култури. Опитите да се унищожи вида на местата на интродукция с въвеждането на друг неестествен за средата и хищен охлюв – Euglandina rosea само усложняват ситуацията. Предпочитанията на хищника не са насочени към вредителите, а напротив – намират своята плячка сред местните видове охлюви.
Градинските охлюви са вредители по лозята, а голите охлюви са сериозен вредител на зеленчуковите култури. Охлювът Deroceras reticulatum нанася вреди сред посевите на зърнено-житни култури, картофи, тютюн и зеленчукови растения.
Новозеландският сладководен охлюв Potamopyrgus antipodarum е регистриран за първи път в средата на 1980-те в Северна Америка. Макар и твърде малък, с дължина на тялото едва от 5 mm, изключителната плодовитост на охлюва позволява той бързо да насели новата среда като това довежда до изместването и изчезването на местни видове мекотели, насекоми и дори риби, които са звено от хранителната верига в екосистемата.
Някои мекотели са вредители на промишлените мидени ферми. Такъв например е хищният охлюв Crepidula fornicata, който напада ферми, разположени по бреговете на Северно море и Атлантическия океан.
Корабните червеи – Teredinidae обитават подводни дървени обекти като кораби, лодки и стационарни технически съоръжения. В хода на своята жизнена дейност екземплярите проправят множество ходове в дървесината като способстват за нейното унищожение.
Малката зеброва мида (на латински: Dreissena polymorpha) се прикрепва към твърдия субстрат с бисусни нишки като често попада в тръби на водопроводи, които задръства от своята маса.

## Биолуминесценция
Някои морски видове мекотели са способни да извършват биолуминесценция. Към това число се отнасят няколко необичайни видове охлюви като например тези от род Planaxis и ефектните голохрили мекотели от род Phylliroe. Охлювът Hinea brasiliana например прилага дифузна биолуминесценция като по този начин изглежда по-едър в очите на хищниците. Един от най-рано и най-известните и добре изучени луминесциращи мекотели на мидите от род Pholas.
Най-голям брой биолуминесцентни мекотели обаче има сред представителите на главоногите. Само сред калмарите броят им е над 70 вида. Представителите на няколко рода от семейства Sepiolidae и Loliginidae излъчват луминесцентна светлина за сметка на бактерии, с които са в симбионтни отношения. Останалите видове калмари са способни сами да луминесцират, използвайки луциферина като вещество отделящо светлина и собствения ензим луцифераза, катализиращ окислението на луциферина.
Калмарите показват най-голямо разнообразие на структурите отговорни за биолуминесценцията. Повечето от тях притежават 2 вентрални фотофора – органи отделящи светлина. Дълбоководните калмари Vampyroteuthis притежават толкова различни органи за отделяне на светлина, че са отделени в самостоятелен монотипен разред. Освен двата големи мантийни фотофора и дребните светещи органели по цялото тяло, отделя светлина и чрез върховете на своите пипала като така вероятно обърква хищника. При калмарите Octopoteuthis цветовото разнообразие на отделяната светлина е много голямо като освен това те откъсват и пипалата си, за да избегнат атаките от хищници. Тези мекотели използват светлината от пипалата си, за да примамят потенциална плячка. Друго главоного със светещи върхове на пипалата е Taningia danae. Това е активно мекотело, което вероятно използва светлината за вътревидова комуникация.
Биолуминесценцията е известна и при октоподите. Така например самките на дълбоководните октоподи Bolitaenidae притежават жълто-зелен пръстен около устата, който периодично отделя луминесцентна светлина, която вероятно има роля при размножаването. При октоподите от род Stauroteuthis и при представителите от други дълбоководни родове октоподи се е предполагало, че отделят луминесцентна светлина чрез фотофори в пипалата, но този факт е установен със сигурност. Светещите линии по пипалата са средство, което служи за примамване на плячка.
Пресноводният новозеландски охлюв Latia neritoides излъчва зеленикава луминесцентна светлина. Самият охлюв не свети, а при раздразване отделя слуз, която съдържа луциферин и луцифераза и свети със зеленикава светлина. Вероятно това е защитна реакция служеща за заблуда и объркване на нападателя. Малайзийското сухоземно охлювче Quantula striata също може да луминесцира. При това луминесцентна светлина излъчват неговите яйца, малките охлювчета и около 30% от възрастните индивиди. При половозрелите индивиди светещият орган се нарича „орган на Ханеда“ и е наречен на своя откривател. Възможно е биолуминесценцията да е форма на комуникация, защото охлювчетата светят основно, когато са активни и напълно престават да биолуминисцират, когато са в покой. Морското охлювче Hinea brasiliana притежава клетки излъчващи биолуменесцентна светлина, намиращи се в тялото под черупката и не излизат извън нея. Черупката има способност да пропуска и разсейва лъчите като така цялата придобива жълто-зелен цвят. Това спомага на вида да се защити от потенциален нападател.

## Еволюция

### Изкопаеми мекотели
Изкопаемите останки от мекотели свидетелстват за тяхната поява в камбрий. От този период са познати коремоноги, миди и главоноги. Произходът на мекотелите като отделен клас отделящ се от коренната група животни Lophotrochozoa и следващата им диверсификация до известни съвременни и изкопаеми форми обаче е все още обект на дебат.
Един от основните спорни въпроси е определянето на систематичното положение на някои от изкопаемите видове. Такива например са някои фосили от едиакарий и ранен камбрий като изкопаемите представители от род Kimberella (животно на възраст около 555 млн. години), което освен като медуза е определяно и като мекотелоподобно животно. Според други изследователи обаче този древен представител спада към двустранносиметричните животни.
Още по-спорен е примерът с мекотелото Wiwaxia (живяло преди около 505 млн. години). От негови фосили е открит устен апарат, който според някои е разновидност на радулата, а според други е близък до устния апарат на полихетите. Вероятно Wiwaxia не е мекотело, въпреки че са известни изкопаеми находки на мекотели с радула на възраст 510 – 515 млн. години.
Подобни съмнения относно принадлежността на представителите на разред Helcionelliformes към типа на мекотелите почти липсват. Представителите се откриват в седименти на възраст около 540 млн. години от Сибир и Китай. Черупките им наподобяват на тези на съвременните охлюви. По тези находки може да се заключи, че мекотелите са се появили по-рано от трилобитите. Повечето от откритите хелционелиди са с дължина от едва няколко милиметра, но се откриват и представители с дължина от няколко сантиметра. Предполага се, че по-дребните представители са млади екземпляри на един и същи вид с по-едрите.
Според някои от изследователите хелционелидите представляват примитивни коремоноги. Други обаче отхвърлят тази идея поради факта, че липсва същинско спирално навиване на черупката.
За дълъг период от време за най-ранните главоноги са приемани тези от род Volborthella. Родът е на възраст повече от 530 млн. години, но при откритите добре запазени екземпляри е установено, че за разлика от мекотелите мантията не секретира раковина, а се е изграждала от зърна на силициев диоксид. Освен това раковината за разлика от тази на главоногите не е била разделена на камери. Ето защо класификацията на Volborthella днес продължава да е неясна.
За най-древните главоноги днес са приети предкамбрийските Plectronoceras. Черупката им е поделена на отделни камери с прегради, наречени септи. Подобно на съвременните наутилуси притежават и сифон. Наличието на баластни вещества (каменни отложения) в раковината на представителите от Plectronoceras говори за това, че вероятно са водили дънен начин на живот, а не са свободно плуващи подобно на съвременните главоноги. Всички главоноги притежаващи външна раковина, с изключение на наутилусите, са измрели в края на мезозой – преди около 65 млн. години.
Раннокамбрийските изкопаеми от родовете Fordilla и Pojetaia се приемат за най-ранните миди. Представителите на този клас, които напомнят съвременните миди, са се появили през ордовик (преди 443 – 488 млн. години).
В класификацията на изкопаемите мекотели особено място заема клас Hyolitha. Представителите му са притежавали раковини и дори оперкулум и много наподобяват на мекотели. Според някои изследователи този клас може да се разглежда като отделен тип животни и днес положението им в класификацията на видовете е несигурно.
Увеличението на екологичните нисши за мекотелите продължило бавно. В седименти от камбрий мекотелите се откриват само в морски отложения. Разпространението им в сладководни басейни започнало в девон, а първите сухоземни представители се появили в карбон.

### Филогения
|  | Gastropoda                                                 |
|  |                                                            |
|  | \| \| Cephalopoda \| \| \| \| \| \| Scaphopoda \| \| \| \| |
|  |                                                            |
|  | Cephalopoda                                                |
|  |                                                            |
|  | Scaphopoda                                                 |
|  |                                                            |

|  | Cephalopoda |
|  |             |
|  | Scaphopoda  |
|  |             |

|  | Gastropoda                                                 |
|  |                                                            |
|  | \| \| Cephalopoda \| \| \| \| \| \| Scaphopoda \| \| \| \| |
|  |                                                            |
|  | Cephalopoda                                                |
|  |                                                            |
|  | Scaphopoda                                                 |
|  |                                                            |

|  | Cephalopoda |
|  |             |
|  | Scaphopoda  |
|  |             |

|  | Gastropoda                                                 |
|  |                                                            |
|  | \| \| Cephalopoda \| \| \| \| \| \| Scaphopoda \| \| \| \| |
|  |                                                            |
|  | Cephalopoda                                                |
|  |                                                            |
|  | Scaphopoda                                                 |
|  |                                                            |

|  | Cephalopoda |
|  |             |
|  | Scaphopoda  |
|  |             |

|  | Gastropoda                                                 |
|  |                                                            |
|  | \| \| Cephalopoda \| \| \| \| \| \| Scaphopoda \| \| \| \| |
|  |                                                            |
|  | Cephalopoda                                                |
|  |                                                            |
|  | Scaphopoda                                                 |
|  |                                                            |

|  | Cephalopoda |
|  |             |
|  | Scaphopoda  |
|  |             |

|  | Aplacophora    |
|  |                |
|  | Polyplacophora |
|  |                |

|  | Gastropoda                                                 |
|  |                                                            |
|  | \| \| Cephalopoda \| \| \| \| \| \| Scaphopoda \| \| \| \| |
|  |                                                            |
|  | Cephalopoda                                                |
|  |                                                            |
|  | Scaphopoda                                                 |
|  |                                                            |

|  | Cephalopoda |
|  |             |
|  | Scaphopoda  |
|  |             |

|  | Gastropoda                                                 |
|  |                                                            |
|  | \| \| Cephalopoda \| \| \| \| \| \| Scaphopoda \| \| \| \| |
|  |                                                            |
|  | Cephalopoda                                                |
|  |                                                            |
|  | Scaphopoda                                                 |
|  |                                                            |

|  | Cephalopoda |
|  |             |
|  | Scaphopoda  |
|  |             |

|  | Gastropoda                                                 |
|  |                                                            |
|  | \| \| Cephalopoda \| \| \| \| \| \| Scaphopoda \| \| \| \| |
|  |                                                            |
|  | Cephalopoda                                                |
|  |                                                            |
|  | Scaphopoda                                                 |
|  |                                                            |

|  | Cephalopoda |
|  |             |
|  | Scaphopoda  |
|  |             |

|  | Gastropoda                                                 |
|  |                                                            |
|  | \| \| Cephalopoda \| \| \| \| \| \| Scaphopoda \| \| \| \| |
|  |                                                            |
|  | Cephalopoda                                                |
|  |                                                            |
|  | Scaphopoda                                                 |
|  |                                                            |

|  | Cephalopoda |
|  |             |
|  | Scaphopoda  |
|  |             |

|  | Aplacophora    |
|  |                |
|  | Polyplacophora |
|  |                |

| Halwaxiida | \| \| Wiwaxia \| \| \| \| \| \| Halkieria \| \| \| \| |
|            | \| \| Wiwaxia \| \| \| \| \| \| Halkieria \| \| \| \| |
|            | Orthrozanclus                                         |
|            |                                                       |
|            | Wiwaxia                                               |
|            |                                                       |
|            | Halkieria                                             |
|            |                                                       |

|  | Wiwaxia   |
|  |           |
|  | Halkieria |
|  |           |

|  | Gastropoda                                                 |
|  |                                                            |
|  | \| \| Cephalopoda \| \| \| \| \| \| Scaphopoda \| \| \| \| |
|  |                                                            |
|  | Cephalopoda                                                |
|  |                                                            |
|  | Scaphopoda                                                 |
|  |                                                            |

|  | Cephalopoda |
|  |             |
|  | Scaphopoda  |
|  |             |

|  | Gastropoda                                                 |
|  |                                                            |
|  | \| \| Cephalopoda \| \| \| \| \| \| Scaphopoda \| \| \| \| |
|  |                                                            |
|  | Cephalopoda                                                |
|  |                                                            |
|  | Scaphopoda                                                 |
|  |                                                            |

|  | Cephalopoda |
|  |             |
|  | Scaphopoda  |
|  |             |

|  | Gastropoda                                                 |
|  |                                                            |
|  | \| \| Cephalopoda \| \| \| \| \| \| Scaphopoda \| \| \| \| |
|  |                                                            |
|  | Cephalopoda                                                |
|  |                                                            |
|  | Scaphopoda                                                 |
|  |                                                            |

|  | Cephalopoda |
|  |             |
|  | Scaphopoda  |
|  |             |

|  | Gastropoda                                                 |
|  |                                                            |
|  | \| \| Cephalopoda \| \| \| \| \| \| Scaphopoda \| \| \| \| |
|  |                                                            |
|  | Cephalopoda                                                |
|  |                                                            |
|  | Scaphopoda                                                 |
|  |                                                            |

|  | Cephalopoda |
|  |             |
|  | Scaphopoda  |
|  |             |

|  | Aplacophora    |
|  |                |
|  | Polyplacophora |
|  |                |

|  | Gastropoda                                                 |
|  |                                                            |
|  | \| \| Cephalopoda \| \| \| \| \| \| Scaphopoda \| \| \| \| |
|  |                                                            |
|  | Cephalopoda                                                |
|  |                                                            |
|  | Scaphopoda                                                 |
|  |                                                            |

|  | Cephalopoda |
|  |             |
|  | Scaphopoda  |
|  |             |

|  | Gastropoda                                                 |
|  |                                                            |
|  | \| \| Cephalopoda \| \| \| \| \| \| Scaphopoda \| \| \| \| |
|  |                                                            |
|  | Cephalopoda                                                |
|  |                                                            |
|  | Scaphopoda                                                 |
|  |                                                            |

|  | Cephalopoda |
|  |             |
|  | Scaphopoda  |
|  |             |

|  | Gastropoda                                                 |
|  |                                                            |
|  | \| \| Cephalopoda \| \| \| \| \| \| Scaphopoda \| \| \| \| |
|  |                                                            |
|  | Cephalopoda                                                |
|  |                                                            |
|  | Scaphopoda                                                 |
|  |                                                            |

|  | Cephalopoda |
|  |             |
|  | Scaphopoda  |
|  |             |

|  | Gastropoda                                                 |
|  |                                                            |
|  | \| \| Cephalopoda \| \| \| \| \| \| Scaphopoda \| \| \| \| |
|  |                                                            |
|  | Cephalopoda                                                |
|  |                                                            |
|  | Scaphopoda                                                 |
|  |                                                            |

|  | Cephalopoda |
|  |             |
|  | Scaphopoda  |
|  |             |

|  | Aplacophora    |
|  |                |
|  | Polyplacophora |
|  |                |

| Halwaxiida | \| \| Wiwaxia \| \| \| \| \| \| Halkieria \| \| \| \| |
|            | \| \| Wiwaxia \| \| \| \| \| \| Halkieria \| \| \| \| |
|            | Orthrozanclus                                         |
|            |                                                       |
|            | Wiwaxia                                               |
|            |                                                       |
|            | Halkieria                                             |
|            |                                                       |

|  | Wiwaxia   |
|  |           |
|  | Halkieria |
|  |           |

|  | Gastropoda                                                 |
|  |                                                            |
|  | \| \| Cephalopoda \| \| \| \| \| \| Scaphopoda \| \| \| \| |
|  |                                                            |
|  | Cephalopoda                                                |
|  |                                                            |
|  | Scaphopoda                                                 |
|  |                                                            |

|  | Cephalopoda |
|  |             |
|  | Scaphopoda  |
|  |             |

|  | Gastropoda                                                 |
|  |                                                            |
|  | \| \| Cephalopoda \| \| \| \| \| \| Scaphopoda \| \| \| \| |
|  |                                                            |
|  | Cephalopoda                                                |
|  |                                                            |
|  | Scaphopoda                                                 |
|  |                                                            |

|  | Cephalopoda |
|  |             |
|  | Scaphopoda  |
|  |             |

|  | Gastropoda                                                 |
|  |                                                            |
|  | \| \| Cephalopoda \| \| \| \| \| \| Scaphopoda \| \| \| \| |
|  |                                                            |
|  | Cephalopoda                                                |
|  |                                                            |
|  | Scaphopoda                                                 |
|  |                                                            |

|  | Cephalopoda |
|  |             |
|  | Scaphopoda  |
|  |             |

|  | Gastropoda                                                 |
|  |                                                            |
|  | \| \| Cephalopoda \| \| \| \| \| \| Scaphopoda \| \| \| \| |
|  |                                                            |
|  | Cephalopoda                                                |
|  |                                                            |
|  | Scaphopoda                                                 |
|  |                                                            |

|  | Cephalopoda |
|  |             |
|  | Scaphopoda  |
|  |             |

|  | Aplacophora    |
|  |                |
|  | Polyplacophora |
|  |                |

|  | Gastropoda                                                 |
|  |                                                            |
|  | \| \| Cephalopoda \| \| \| \| \| \| Scaphopoda \| \| \| \| |
|  |                                                            |
|  | Cephalopoda                                                |
|  |                                                            |
|  | Scaphopoda                                                 |
|  |                                                            |

|  | Cephalopoda |
|  |             |
|  | Scaphopoda  |
|  |             |

|  | Gastropoda                                                 |
|  |                                                            |
|  | \| \| Cephalopoda \| \| \| \| \| \| Scaphopoda \| \| \| \| |
|  |                                                            |
|  | Cephalopoda                                                |
|  |                                                            |
|  | Scaphopoda                                                 |
|  |                                                            |

|  | Cephalopoda |
|  |             |
|  | Scaphopoda  |
|  |             |

|  | Gastropoda                                                 |
|  |                                                            |
|  | \| \| Cephalopoda \| \| \| \| \| \| Scaphopoda \| \| \| \| |
|  |                                                            |
|  | Cephalopoda                                                |
|  |                                                            |
|  | Scaphopoda                                                 |
|  |                                                            |

|  | Cephalopoda |
|  |             |
|  | Scaphopoda  |
|  |             |

|  | Gastropoda                                                 |
|  |                                                            |
|  | \| \| Cephalopoda \| \| \| \| \| \| Scaphopoda \| \| \| \| |
|  |                                                            |
|  | Cephalopoda                                                |
|  |                                                            |
|  | Scaphopoda                                                 |
|  |                                                            |

|  | Cephalopoda |
|  |             |
|  | Scaphopoda  |
|  |             |

|  | Aplacophora    |
|  |                |
|  | Polyplacophora |
|  |                |

| Halwaxiida | \| \| Wiwaxia \| \| \| \| \| \| Halkieria \| \| \| \| |
|            | \| \| Wiwaxia \| \| \| \| \| \| Halkieria \| \| \| \| |
|            | Orthrozanclus                                         |
|            |                                                       |
|            | Wiwaxia                                               |
|            |                                                       |
|            | Halkieria                                             |
|            |                                                       |

|  | Wiwaxia   |
|  |           |
|  | Halkieria |
|  |           |

|  | Gastropoda                                                 |
|  |                                                            |
|  | \| \| Cephalopoda \| \| \| \| \| \| Scaphopoda \| \| \| \| |
|  |                                                            |
|  | Cephalopoda                                                |
|  |                                                            |
|  | Scaphopoda                                                 |
|  |                                                            |

|  | Cephalopoda |
|  |             |
|  | Scaphopoda  |
|  |             |

|  | Gastropoda                                                 |
|  |                                                            |
|  | \| \| Cephalopoda \| \| \| \| \| \| Scaphopoda \| \| \| \| |
|  |                                                            |
|  | Cephalopoda                                                |
|  |                                                            |
|  | Scaphopoda                                                 |
|  |                                                            |

|  | Cephalopoda |
|  |             |
|  | Scaphopoda  |
|  |             |

|  | Gastropoda                                                 |
|  |                                                            |
|  | \| \| Cephalopoda \| \| \| \| \| \| Scaphopoda \| \| \| \| |
|  |                                                            |
|  | Cephalopoda                                                |
|  |                                                            |
|  | Scaphopoda                                                 |
|  |                                                            |

|  | Cephalopoda |
|  |             |
|  | Scaphopoda  |
|  |             |

|  | Gastropoda                                                 |
|  |                                                            |
|  | \| \| Cephalopoda \| \| \| \| \| \| Scaphopoda \| \| \| \| |
|  |                                                            |
|  | Cephalopoda                                                |
|  |                                                            |
|  | Scaphopoda                                                 |
|  |                                                            |

|  | Cephalopoda |
|  |             |
|  | Scaphopoda  |
|  |             |

|  | Aplacophora    |
|  |                |
|  | Polyplacophora |
|  |                |

|  | Gastropoda                                                 |
|  |                                                            |
|  | \| \| Cephalopoda \| \| \| \| \| \| Scaphopoda \| \| \| \| |
|  |                                                            |
|  | Cephalopoda                                                |
|  |                                                            |
|  | Scaphopoda                                                 |
|  |                                                            |

|  | Cephalopoda |
|  |             |
|  | Scaphopoda  |
|  |             |

|  | Gastropoda                                                 |
|  |                                                            |
|  | \| \| Cephalopoda \| \| \| \| \| \| Scaphopoda \| \| \| \| |
|  |                                                            |
|  | Cephalopoda                                                |
|  |                                                            |
|  | Scaphopoda                                                 |
|  |                                                            |

|  | Cephalopoda |
|  |             |
|  | Scaphopoda  |
|  |             |

|  | Gastropoda                                                 |
|  |                                                            |
|  | \| \| Cephalopoda \| \| \| \| \| \| Scaphopoda \| \| \| \| |
|  |                                                            |
|  | Cephalopoda                                                |
|  |                                                            |
|  | Scaphopoda                                                 |
|  |                                                            |

|  | Cephalopoda |
|  |             |
|  | Scaphopoda  |
|  |             |

|  | Gastropoda                                                 |
|  |                                                            |
|  | \| \| Cephalopoda \| \| \| \| \| \| Scaphopoda \| \| \| \| |
|  |                                                            |
|  | Cephalopoda                                                |
|  |                                                            |
|  | Scaphopoda                                                 |
|  |                                                            |

|  | Cephalopoda |
|  |             |
|  | Scaphopoda  |
|  |             |

|  | Aplacophora    |
|  |                |
|  | Polyplacophora |
|  |                |

| Halwaxiida | \| \| Wiwaxia \| \| \| \| \| \| Halkieria \| \| \| \| |
|            | \| \| Wiwaxia \| \| \| \| \| \| Halkieria \| \| \| \| |
|            | Orthrozanclus                                         |
|            |                                                       |
|            | Wiwaxia                                               |
|            |                                                       |
|            | Halkieria                                             |
|            |                                                       |

|  | Wiwaxia   |
|  |           |
|  | Halkieria |
|  |           |

Филогенията (еволюционното дърво) на мекотелите е предмет на спор. Като добавка към спора дали Kimberella и Halwaxiida представляват мекотели или техни родствени групи, разногласия възникват и по отношение на родствените връзки между съвременните групи мекотели. В действителност, няколко групи животни традиционно смятани за мекотели могат да бъдат предефинирани като неродствени на мекотелите организми или в тясно родство с тях.
Мекотелите спадат към групата Lophotrochozoa, която се характеризира с наличието на трохофорна ларва и специален орган за хранене наречен лофофор. Други представители на Lophotrochozoa са прешленестите червеи и още 7 типа морски организми.
Родствените черти на представителите на групата са много и неясни, поради което е трудно да се определят чертите на мекотелите, които са унаследени от мекотелите от последния им общ предшественик. Например не е известно дали този предшественик е притежавал метамерия. Ако това е било така, то би следвало мекотелите да са произлезли от прешленестите червеи. По този въпрос съществуват разногласия сред учените. Така например Giribet и колеги през 2006 г. съобщават, че наблюдаваната метамерия в устройството на хрилете и мускулатурата на крака представляват късни преобразувания. В същото време Sigwart през 2007 г. достига до заключението, че предците на мекотелите са притежавали метамерия, както и мускулест крак и минерализирана раковина. Приема се, че черупката на мекотелите произлиза от спикулите на безпанцерните мекотели.
Черупката на мекотелите произлиза от слизестата обвивка на тялото, която постепенно загрубява и се превръща в кутикула. Кутикулата е водонепропусклива, през нея не преминават и газове. Ето защо с нейната поява газообменът през повърхността на тялото става невъзможен. Този факт води след себе си появата на по-сложен дихателен апарат – хриле. Благодарение на натрупаните еволюционни изменения кутикулата става все по-минерализирана. Първите черупки при мекотелите са били изградени почти изцяло от минерала арагонит.
Морфологичните изследвания отделят в отделна група черупчестите мекотели от останалите, но молекулярният анализ не потвърждава този факт. Този анализ обаче показва и неочаквани парафилии сред мидите, които би следвало да бъдат прегрупирани сред останалите класове мекотели.
През 2009 г. в резултат на съпоставянето на молекулярната филогения и морфологичните особености на мекотелите става ясно, че те не са монофилетична група. Става ясно, че лопатоногите и мидите са отделни монофилетични групи, които нямат пряко родство с останалите класове мекотели. Ето защо традиционният тип Мекотели се оказва полифилетичен и неговата монофилия може да се разглежда едва след като от него отпаднат лопатоногите и мидите. Анализ от 2010 г. потвърждава традиционното подразделение на черупчести и нечерупчести мекотели. Той обаче отново потвърждава, че мекотелите не представляват монофилетична група. Анализът показва и че представителите от Solenogastres са в по-голямо родство с някои немекотели, отколкото с мекотелите.
Към настоящия момент молекулярните данни са недостатъчни, за да се заключи окончателно въпросът относно филогенията на мекотелите. Освен това съвременните методи определящи самостоятелността на дадена група са склонни към преоценка. Ето защо е рисковано да се даде окончателно заключение по отношение на представените данни дори и анализите да водят до сходни заключения. Вместо премахване на погрешни схващания за неточни родствени връзки последните изследвания доказват нови родствени връзки в групата, поради което дори и хипотезата за отделяне на черупчестите от нечерупчестите може да бъде поставена под съмнение.

## Болести

### Болести по мекотелите
Мекотелите заболяват от различни вирусни, бактериални и паразитни заболявания. Като пример за вирусно заболяване са вирусният ганглионеврит при морските охлюви от род Haliotis (на английски: Abalone viral ganglioneuritis (AVG)) и херпесоподобна вирусна инфекция (на английски: Herpes-like virus infection). Бактериални заболявания след мекотелите са: вибриоза по мидите (на английски: Brown ring disease) и фиброза на ларвите и младите индивиди (на английски: Larval/juvenile fibrosis). Паразитни болести са: перкинсоза (на английски: Perkinsosis), микроцитоза (на английски: Mikrocytosis, Denman Island disease), мартеилиоза (на английски: Marteiliosis), бонамиоза (на английски: Bonamiosis), хаплоспоридиоза (на английски: Haplosporidiosis) и митиликолоза (на английски: Mytilicolosis). Повечето от регистрираните заболявания при мекотелите са при двучерупчестите отглеждани в мидени стопанства, където концентрацията е голяма и нанася сериозни икономически щети.
Защитните механизми след мекотелите и днес остават загадка. До края на миналия век се е приемало, че при мекотелите липсват имуноглобулини и наличието на същински имунитет. Като основен механизъм на защита на организма е приемана фагоцитозата. В последните години обаче са установени различни типове кръвни клетки, с различно устройство при различните мекотели. Например при представителите от семейство Pectinidae не са открити гранулоцити, докато при коремоногите представители са открити такива. Онтогенетичният произход, жизненият цикъл и функцията на клетките от всеки тип тепърва ще бъдат проучвани.
Някои от причинителите на болести при мекотелите са способни да повлияват имунния отговор на гостоприемника като го модифицират. Така например микроорганизмът Bonamia roughleyi стимулира собствената си фагоцитоза. Това обаче не убива бактерията, а напротив, клетките на натрапника продължават да се размножават в клетките на гостоприемника и в крайна сметка се освобождават в околната среда. Това довежда до масово лизиране на кръвните клетки и съответно води до смъртта на гостоприемника, какъвто в случая са стридите.
Известни са и случаи, когато отделените от гостоприемника патогени водят до химическа кастрация на гостоприемника. Например веществата отделяни спороцитите на някои едноклетъчни паразити водят до кастрация на охлюва гостоприемник. Още по-драстичен е процесът при сладководното охлювче Lymnaea stagnalis, заразено с трематода Trichobilharzia ocellata. При него се индуцира промяна в генната експресия у гостоприемника. Като резултат се потиска митотичното делене на клетките на мъжкия копулативен орган и се развива деленето на женските ендокринни клетки. Шистозомите например използват невромедиаторите серотонин и допамин от гостоприемника – сладководен охлюв като променят дейността на собствената му ендокринна система.

### Заболявания, причинени от мекотели
Много мекотели произвеждат или акумулират от околната среда токсини, които представляват опасност за здравето и живота на хора и животни. Отравяне от мекотело може да бъде причинено от ухапване, съприкосновение с него или след употребата му като храна. Към отровните мекотели спадат охлювите от семейство Конуси, както и главоногите Синьопръстенни октоподи. Всички октоподи в малка или значителна степен са отровни за хората.
Интересен факт е обаче, че броят на загиналите хора от отровата на мекотели представлява едва около 10% от броя на хората, загинали от отровата на медузите. Ухапването на тропическия октопод Enteroctopus dofleini причинява сериозно възпаление, което може да продължи няколко месеца, дори и при правилно лечение. При ненавременно и неправилно лечение ухапването от октопода Octopus rubescens може да причини дори некроза в тъканите около мястото на ухапването, а при правилно лечение възстановяването на организма продължава няколко седмици и е съпроводено с болки в тялото и обща слабост.
Охлювите от семейство Конуси са отровни при съприкосновение с други организми. Представителите на повечето видове обаче са прекалено малки, за да могат да окажат фатално влияние върху живота на хората. Обикновено тези коремоноги се хранят с морски безгръбначни и дори с риби. Отровата им е смес от множество токсини, част от които са бързодействащи, а друга част действа бавно, но има значително по-силно действие. Съдейки по химическия състав на токсините при конусите, за продуцирането им се отделя значително по-малко енергия, отколкото при змиите и паяците. Известни са множество случаи на отравяне при хора, както и смъртни случаи от отровата на тези охлюви. По-сериозна заплаха представляват само по-едрите видове, чиято отрова е способна да убие риби.
Известни са и видове миди, които са отровни за човека. Отравянето от тях може да доведе до парализа (на английски: Paralytic shellfish poisoning (PSP)), загуба на памет (на английски: Amnesic shellfish poisoning (ASP)), гастроентерити, дълговременни неврологични разстройства и дори смърт. Отровността при мидите се дължи на натрупването на токсини при филтрацията на води, богати на едноклетъчни водорасли, като кремъчните например.
Сладководните охлювчета от някои тропически видове могат да бъдат междинен гостоприемник за ларвните форми на Смукалници, причиняващи при висшите гръбначни заболяването шистозомоза. Това е един от примерите, в които трематодите използват охлюви като междинен гостоприемник при своето ларвно развитие. Други класически примери на паразитни болести, причинени от трематоди и водещи до значителни загуби в животновъдството, са жизнените цикли на смукалниците малък и голям чернодробен метил,

## Опазване
В Червения списък на световнозастрашените видове на Международния съюз за защита на природата към края на август 2013 г. са вписани 6730 вида мекотели като от тях 310 вида са вече изчезнали, а други 1885 вида (предимно от клас Коремоноги) са включени в категории с повишен риск от изчезване. Повечето от видовете застрашени от изчезване са основно сухоземни и пресноводни.
Основните фактори, оказващи негативно въздействие върху оцеляването на мекотелите, са свързани със замърсяването на водите от селскостопанската дейност и дървопреработващата промишленост. Друг подобен ефект оказват и факторите на антропогенното въздействие променящо водните басейни като изграждане на нови водоеми, преграждане на реки и отводняване на други територии. Ето защо човешката дейност има значително по-голямо влияние върху процеса на изчезване на мекотелите отколкото природните фактори. Така например до колонизацията от европейците на Хавайските острови честотата на измиране се е равнявала на един вид за един милион години. С появата на полинецийците тази скорост се е увеличила на 1 вид на 100 години. След 1778 г., когато капитан Джеймс Кук открива Хаваите за европейците, честотата се е ускорила с 1 до 3 вида за година. На остров Мореа например, която е част от Френска Полинезия, 8 вида и подвида от род Partula са измрели за период по-малък от 10 години след като е интродуциран хищният охлюв Euglandina rosea.
Мекотелите, които се намират на ръба на изчезване, притежават общи черти. Това са късното настъпване на полова зрялост, относително дълга продължителност на живота, ниска плодовитост, ограничен ареал и специфична среда на местообитание. В повечето от случаите това са видове островни ендемити, чийто ареал е строго ограничен и специфичен. Такива например са охлювите от семейства Bulimulidae, населяващи Галапагоските острови и Achatinellidae за Хавайските острови.
Успоредно с изчезването на много от видовете съществуват и мекотели, които могат да бъдат наречени „успешни“. Такъв например е гигантският африкански охлюв Achatina fulica, по-горе споменатият хищен вид Euglandina rosea, сладководната мида Corbicula fluminea. Тези видове притежават значителна плодовитост и способност да се приспособяват към нова среда като бързо заемат екологични ниши, характерни за други местни видове. Поради тези свои качества и благодарение на човешката дейност подобни видове успяват да се наложат в различни части по света.
От всички 445 описани вида мекотели, характерни за България, един от видовете – Myxas glutinosa е обявен за застрашен, три – Мацедоника на Марта (Macedonica marthae), Пещерен спинофалус (Spinophallus uminskii), Малка алпийска владиславия (Wladislawia sztolcmani) за уязвими, четири – Hauffenia lucidula, Melanopsis parreyssi, Кодреанува псеудамникола (Pseudamnicola codreanui), Цилхова мацедоника (Macedonica zilchi) за критично застрашени и два – Pisidium supinum, Паласов теодоксус (Theodoxus pallasi) за изчезнали.
Човешката дейност има фатален ефект върху мекотелите, както и върху всички безгръбначни организми, които образуват варовиков екзоскелет. При изгарянето на твърди и течни горива в атмосферата се отделя голямо количество въглероден диоксид. Той попада във водата, където чрез преминаването през различни химични съединения води до подкиселяването ѝ. Киселата среда има отрицателен ефект върху калциевия карбонат, който изгражда раковините. Наблюдава се забавен растеж или разрушаване целостта на черупката. Киселата водна среда е причина в стридените ферми да се наблюдава и рязко спадане на оплождането на отделените гонади.

## Мекотели и хора
В продължение на хиляди години различни видове мекотели са използвани като храна от хората. Взаимната връзка с тях днес е довела до култивирането на мекотели в специализирани ферми с цел производството на морски дарове за трапезата или изискани кулинарни специалитети. Освен това части от мекотелите от дълбока древност са източник на разнообразни ценни материали като бисери, седеф, суровина за пурпур и други оцветители. В някои тихоокеански субкултури раковините от мекотели се обменят подобно на валутата в съвременното общество. Причудливите форми на различните мекотели, гигантските размери на тялото и очарователните форми на раковините са породили появата на митове за тайнствени морски чудовища и други персонажи в културата на различни народи по света. Развитието на различни сфери на науката включва мекотелите като обект на изследване и води до нововъведения полезни за човечеството.

### Мекотелите като храна
Мекотелите са интересен източник на храна за хората, чийто дял в последните години непрекъснато нараства. Сред най-консумираните са мидите и особено стридите. По-слабо е застъпена консумацията и на октоподи, калмари, сепии и охлюви. През 2010 г. например консумацията на мекотели произведени в аквакултурни стопанства се равнява на 14,2 млн. тона. Това представлява около 23,6 % от общата маса на мекотелите употребени през тази година като храна от хората. Поради опасността от натрупване на токсини в ядивната част на мекотелото, някои страни като тези от Европейския съюз например регулират вноса от трети страни на мекотели и други морски дарове.
По обем на улова охлювите отстъпват на мидите. Освен морски и сладководни видове сред тях е застъпено и интенцивното отглеждане на сухоземни охлюви в стопанства. Най-известният охлюв отглеждан с подобна цел е градинския. Мидените стопанства са разпространени в крайбрежни страни като САЩ, Япония, Франция, Испания, Италия.
През последните години в България производството на миди в мидени стопанства също придобива известност, а консумацията на миди в национален мащаб се увеличава трикратно. Интродуцираният в Черно море рапан днес е продукт изнасян на азиатските и американските пазари. В Европейския съюз фермите за охлюви наброяват около 13 хиляди като само в Италия те са около 8 хиляди. В България техният брой е значително по-малък, но отглеждането на градински охлюви в стопанства намира все по-голям брой поддръжници.

### Мекотелите в бижутерията и като знак за разкош
Повечето мекотели, които имат раковина, са способни да образуват перли. Ценни за търговията обаче се оказват перлите покрити от седефен слой. Такива се образуват само от мидите и някои видове охлюви. От естествените бисери най-ценни са тези образувани от мидите от род Pinctada обитаващи тропическите води на Световния океан. Промишленият добив на перли в специални ферми се дължи на контролираното внедряване на твърда частица в мидата, около която тя надгражда със седеф. Обикновено чуждата частица е варовикова част от черупката на друга мида. Промишленото добиване на бисерите е послужило като причина за изучаване на болестите при мекотелите, което да осигури здравето на гъстото поголовие от култивираните видове.
Добиваният от черупката на мидите седеф, често се използва за направата на копчета или за инкрустации.
Освен бисерите, мекотелите са източник и на други предмети демонстриращи богатство и разкош. Пурпурът например се добива от някои от представителите на семейство Muricidae. По свидетелство на историка от 4 век пр. Хр. Теопомп, пурпурът е бил със същата стойност като среброто. Голямо количество раковини от охлюви, от които се добива пурпур, са открити при разкопки на остров Крит. Това потвърждава, че добиваното багрило е високо ценено от представителите на минойската цивилизация. Тхелет (на иврит: תכלת) се нарича багрило добивано от мекотели, което придава на тъканите светлосин, син или пурпурно-син цвят. Тхелетът е бил важен за изпълнението на някои ритуали в юдаизма. Към 4 век обаче методът за добиване на тхелет е забравен, а изследователите приемат, че вероятно е добиван от охлюва Hexaplex trunculus. Морската коприна е изключително нежна тъкан добивана от бисусната нишка на средиземноморската мида Pinna nobilis. Прокопий Кесарийски описва, че персийските войни от средата на 6 век пр. Хр., са имали правото да носят хламиди от морска коприна само ако са представители на висшата аристокрация.
Раковините на мекотелите или отделни техни фрагменти са използвани от някои култури в качеството си на валута. Ценността на раковините не е била фиксирана, а зависела от тяхното количество на пазара. Ето защо те създават непредвиден риск от инфлация свързана с откриване на ново находище от ценния вид или усъвършенстване на методите за превоз от други места. В други култури украшенията изработени от раковини са били признак на висок социален статус.

### Мекотелите в науката
Токсините на охлювите Конуси се отличават с висок и силно специфичен ефект. Сравнително неголямата му молекула позволява лесния му лабораторен синтез. Поради тези си качества токсинът на конусите е обект за изследване в неврологията. Мекотелите са интерес за разработването на нови лекарствени средства. Особено внимание се обръща при симбионтните бактерии от храносмилателния тракт на мекотелите, които могат да помогнат в откриването на нови антибиотици или неврологични препарати.

### Мекотелите в културата
В човешката култура са се оформили устойчиви стереотипи по отношение на представителите от три от най-известните класове мекотели. Образът на гигантското морско чудовище от дълбините е един от най-известните стереотипи свързан с главоногите мекотели. Митичното същество кракен е описвано като гигантско главоного. Съществуването му не се е поставяло под въпрос и доказателство за това е фактът, че Линей го включва в своята класификация. Съществували легенди за гигантски октоподи, които потапяли в дълбините плавателни съдове. Думата „октопод“ днес представлява евфемизъм за обозначаване на престъпна група или мафия.
Стереотипът на охлюва в културата е свързан с представата за малко, бавно и беззащитно същество. Охлювите са централни персонажи в алтайската, бурятската и меланезийската митология. В християнството мудността на охлюва е послужила да се символизира с един от десетте смъртни гряха – мързел.
Мидите често са свързвани с древногръцката богиня Афродита и нейния римски аналог Венера. Според легендата богинята се ражда от морската пяна, стъпила на черупката на мида. Образът на раждането ѝ е материализиран в различни фрески като най-известната картина е „Раждането на Венера“ на Ботичели. Раковините на охлюви са били култ и към богинята-майка в минойската култура.

### Други приложения на мекотелите
Минерализираната раковина на мекотели се съхранява добре във фосилни пластове. Поради тази причина мекотелите често са използвани като ръководна вкаменелост, която улеснява датирането на изкопаемите пластове. Черупките на мекотелите отдавна се използват като материал за производството на различни инструменти: риболовни куки, ножове, уреди за пробиване, земекопни средства. Раковините се използват като съдове, музикални инструменти или предмети за украса.
Черупките от различните видове мекотели са и обект на колекционерска страст. Тя се заражда още от античността и достига популярност по време на Великите географски открития. В средата на 19 век по време на викторианската епоха става модерно в домовете да има остъклен шкаф, в който са подредени колекции от черупки на мекотели. И днес колекционирането на черупки намира своите почитатели.
Някои видове охлюви могат да се отглеждат в домашни условия като домашни любимци, а по-голяма част от тях са известни и широко разпространени видове в акваристиката. В големите аквариуми и зоологически градини ефектни са представителите на октоподи, калмари и сепии.

### На български език
- Големански В. „Зоология Безгръбначни животни“.   Шумен, УИ „Епископ Константин Преславски“, второ издание, 2003. ISBN 954-577-187-9.
- Коларов Я. „Зоология“.   София, УИ „Паисий Хилендарски“, 2008. ISBN 978-954-423-421-8.
- Нанкинов, Д. Застрашените животни в България: Природозащитен статус и разпределение по екосистеми.   София, АИ „Проф. Марин Дринов“, Издателство „Пенсофт“, 1999. ISBN 954-430-661-7.

### На руски език
- Шарова И. Х. Зоология беспозвоночных.   Москва, Владос, 2002. ISBN 5-691-00332-1.
- Пименова И. Н., Пименов А. В. Зоология беспозвоночных. Теория. Задания. Ответы.   Саратов, Лицей, 2005. ISBN 5-8053-0308-6.
- Догель В. А. Зоология беспозвоночных.   Москва, Высшая школа, 1981.
- Жадин В. И. Моллюски пресных и солоноватых вод СССР.   Москва, Изд-во АН СССР, 1952.
- Кантор Ю. И., Сысоев А. В. Каталог моллюсков России и сопредельных стран.   Москва, Товарищество науч. изд. КМК, 2005.
- Скарлато О. А. Двустворчатые моллюски умеренных вод северо-западной части Тихого океана.   Менинград, Наука, 1981.
- Малахов В. В., Медведева Л. А. Эмбриональное развитие двустворчатых моллюсков.   Москва, Наука, 1991.

### На английски език
- Rawat, R. Anathomy of mollusca.   Ню Делхи, International scientific publishing academy, 2010. ISBN 9788182930285.
- Ruppert E. E., Fox R. S., Barnes R. D. Invertebrate Zoology.   Brooks / Cole, 2004. ISBN 0-03-025982-7.
- Winston. F. Ponder‏, David R. Lindberg. Phylogeny and Evolution of the Mollusca.   САЩ, University of California Press, 2008. ISBN 9780520250925.
- Salvini-Plawen L. V. & G. Steiner. Synapomorphies and symplesiomorphies in higher classification of Mollusca. Origin and evolutionary radiation of Mollusca.   J. Taylor ed., Oxford Univ. Press, 1996.
- Saxena A. Text Book Of Mollusca.   Ню Делхи, Discovery Publishing House, 2005. ISBN 9788183560177.
- R. Dame, S. Olenin. The comparative roles of suspension-feeders in ecosystems.   Дордрехт, Springer, 2005.